# Accuse di prelievo forzato di organi da praticanti del Falun Gong in Cina
Le accuse di prelievo forzato di organi da praticanti del Falun Gong in Cina sono iniziate nel 2006 e sono basate su una combinazione di analisi statistiche, interviste ad ex prigionieri, autorità mediche e agenti di pubblica sicurezza oltre che a prove circostanziali, come ad esempio il gran numero di praticanti del Falun Gong sottoposti a detenzione extragiudiziale in Cina e il profitto derivante dalla vendita degli organi. Sulla fondatezza di tali accuse non esistono comunque riscontri certi.
Le ricerche sono compiute principalmente da David Matas, avvocato canadese per i diritti umani, David Kilgour, ex parlamentare canadese ed Ethan Gutmann, giornalista investigativo dell'istituto statunitense Victims of Communism Memorial Foundation, i quali ritengono che decine di migliaia di praticanti del Falun Gong siano stati uccisi per rifornire il redditizio mercato di organi e cadaveri umani, e che questo genere di abusi siano tuttora in corso.
Il governo cinese ha sempre respinto le accuse. Il parlamento del Canada e quello dell'Unione europea, così come la Sottocommissione degli Affari Esteri della Camera dei Rappresentanti americana, hanno adottato risoluzioni che condannano il prelievo di organi da prigionieri di coscienza del Falun Gong. I relatori speciali delle Nazioni Unite hanno chiesto al governo cinese di rendere conto delle fonti degli organi impiegati nei trapianti e l'Associazione medica mondiale, l'American Society of Transplant e la Transplantation Society hanno chiesto sanzioni contro le autorità mediche cinesi. Diversi Paesi hanno inoltre adottato, o preso in considerazione, misure per scoraggiare i loro cittadini dal recarsi in Cina con lo scopo di un trapianto. Un documentario sui prelievi forzati di organi da praticanti del Falun Gong, Human Harvest, ha vinto un Peabody Award nel 2014 per il giornalismo televisivo d'inchiesta.
Nel 2017 il Washington Post ha riportato che un avvocato che ha difeso da 300 a 400 adepti dell'organizzazione religiosa ha dichiarato di non aver "mai sentito parlare di organi prelevati da prigionieri vivi".

## Contesto

### I trapianti di organi in Cina
La Cina ha uno dei più ampi programmi per i trapianti di organi al mondo, con oltre 13.000 trapianti registrati nel 2004, e ben 20.000 nel 2006. Per ragioni culturali tuttavia il Paese ha tassi estremamente bassi di donazioni di organi volontarie. Tra il 2003 e il 2009, per esempio, solo 130 persone si sono offerte come donatori di organi. Nel 2010 la Croce Rossa cinese ha lanciato un'iniziativa a livello nazionale per attrarre donatori di organi volontari, ma solo 37 persone si sono registrate. A causa dei bassi livelli di donazioni volontarie, la maggior parte degli organi usati nei trapianti provengono da prigionieri. Nel 1984 il governo cinese ha approvato una norma per consentire la rimozione di organi da criminali giustiziati, a condizione che esprimano un previo consenso, o nel caso in cui nessuno ne rivendichi il corpo.
Nonostante l'assenza di un sistema organizzato per la donazione di organi, i tempi di attesa per ottenere organi vitali in Cina sono tra i più brevi al mondo; spesso bastano poche settimane per organi come reni, fegato e cuore. Questo ha reso la Cina una delle destinazioni principali per il turismo dei trapianti e un luogo importante per i test sui farmaci antiaggreganti. Il commercio di organi umani costituisce anche una fonte di reddito per le strutture mediche, militari e di pubblica sicurezza cinesi. Poiché non è in vigore un sistema nazionale di donazione e di allocazione degli organi, gli ospedali ottengono gli organi tramite mediatori locali, e attraverso le loro connessioni con tribunali, centri di detenzione e prigioni.
I pazienti che ricevono un organo in Cina generalmente non vengono informati circa l'identità del donatore, né ricevono alcun documento che attesti il suo consenso. In alcuni casi ai pazienti non è concesso conoscere l'identità del personale medico e dei chirurghi. Il problema della trasparenza è aggravato dalla mancanza di linee guida etiche per chi lavora nel campo dei trapianti o di un sistema disciplinare per i chirurghi che dovessero violare gli standard etici.
A partire dagli anni novanta, a causa delle crescenti preoccupazioni per i possibili abusi derivanti dal consenso forzato e dalla corruzione, gruppi di medici e organizzazioni per i diritti umani hanno iniziato a condannare la Cina per l'uso degli organi dei prigionieri. Queste preoccupazioni sono riemerse nel 2001, quando un medico militare cinese ha testimoniato davanti al Congresso degli Stati Uniti. Ha raccontato di aver partecipato a centinaia di operazioni per estrarre organi dai prigionieri giustiziati, alcuni dei quali erano ancora vivi. Nel dicembre 2005, il vice Ministro della Salute cinese Huang Jiefu ha riconosciuto che fino al 95% degli organi trapiantati proveniva da prigionieri giustiziati, promettendo misure per prevenire gli abusi. Huang ha ripetuto le medesime posizioni nel 2008 e nel 2010, affermando che oltre il 90% dei trapianti di organi da donatori deceduti, provengono da prigionieri. Nel 2006 l'Associazione medica mondiale ha chiesto che la Cina cessi il prelievo di organi dai prigionieri condannati a morte, poiché essi non hanno le condizioni per esprimere il proprio consenso in modo appropriato. Nel 2014 Huang Jiefu ha affermato che il ricorso a prelievi di organi da condannati a morte era in diminuzione, difendendo allo stesso tempo la pratica dell'uso degli organi dei detenuti condannati a morte.
Oltre alle preoccupazioni legate al reperimento di organi da condannati a morte, osservatori e ricercatori internazionali hanno espresso il timore che prigionieri di coscienza (in particolare i praticanti del Falun Gong ma anche Tibetani, Uiguri e cristiani) vengano uccisi per rifornire l'industria dei trapianti.

### La persecuzione del Falun Gong
Il Falun Gong (o Falun Dafa) è una pratica cinese di qigong che prevede la meditazione e una filosofia basata sui valori universali di verità, compassione e tolleranza. Negli anni 1990 il Falun Gong divenne molto popolare in Cina. Nel 1998 il governo cinese stimava che oltre 70 milioni di persone avessero intrapreso la pratica. Percependo il Falun Gong come una potenziale minaccia per l'autorità e l'ideologia del partito, nel luglio 1999 il leader del Partito Comunista Jiang Zemin ha lanciato una campagna nazionale per sradicare il gruppo.
È stata appositamente creata un'organizzazione extra-costituzionale chiamata Ufficio 6-10 per guidare la persecuzione del Falun Gong, le autorità hanno mobilitato i media statali, la magistratura, la polizia, l'esercito, il sistema educativo, le famiglie e le aziende per "lottare" contro di esso.
Dal 1999 i praticanti del Falun Gong sono stati il bersaglio di torture sistematiche, arresti di massa, lavori forzati e abusi psichiatrici, con lo scopo di costringerli ad abiurare il loro credo. Nel 2009, il New York Times ha riferito che fino ad allora almeno 2.000 praticanti del Falun Gong erano stati uccisi durante la campagna di persecuzione; report indipendenti hanno documentato fino al 2013 oltre 3.700 casi di morte accertati. Tuttavia, a causa delle difficoltà nell'ottenere informazioni all'interno della Cina, i casi documentati costituiscono solo un frammento della situazione reale.

## Indagini sui prelievi di organi da praticanti del Falun Gong

### Sujiatun
Le prime accuse riguardanti prelievi forzati di organi su larga scala da praticanti del Falun Gong sono emerse nel marzo 2006 quando tre persone hanno rivelato di essere a conoscenza del prelievo forzato di organi che aveva luogo nell'Ospedale di Sujiatun nella città di Shenyang, provincia del Liaoning. Uno degli informatori, la moglie di un chirurgo dell'ospedale, ha raccontato che suo marito aveva eseguito numerosi interventi per rimuovere le cornee da praticanti del Falun Gong per successivi trapianti.
Rappresentanti del Dipartimento di Stato degli Stati Uniti sono stati inviati all'ospedale di Sujiatun per indagare. Hanno stabilito che non vi erano prove sufficienti per dimostrare le accuse, ma hanno comunque espresso la loro preoccupazione per la repressione dei praticanti del Falun Gong e per i resoconti sui prelievi di organi. Poco dopo, nel maggio 2006, la Coalizione per indagare sulla persecuzione del Falun Gong ha chiesto a David Kilgour, ex parlamentare canadese, e a David Matas, avvocato per i diritti umani, di indagare sulle accuse relative ai prelievi forzati di organi da praticanti del Falun Gong in Cina. Kilgour e Matas hanno accettato di condurre un'indagine indipendente.

### Il rapporto Kilgour-Matas
David Kilgour e David Matas hanno pubblicato i risultati della loro indagine preliminare il 20 luglio 2006, in un documento intitolato "Rapporto sulle accuse di prelievo di organi da praticanti del Falun Gong in Cina". Nonostante ad entrambi sia stato negato il visto per recarsi in Cina, hanno comunque elencato più di 30 distinti argomenti di prova, coerenti con le accuse di prelievo di organi da praticanti del Falun Gong. Tra questi vi sono le statistiche sui trapianti di organi in Cina, interviste a praticanti del Falun Gong che sono stati imprigionati e colloqui telefonici registrati nei quali dipendenti di ospedali cinesi e di uffici delle forze dell'ordine ammettono la disponibilità di organi di praticanti del Falun Gong.
In assenza di prove che potrebbero invalidare le accuse di prelievo forzato di organi —come ad esempio un registro governativo cinese che mostrasse la fonte degli organi— Kilgour e Matas sono giunti alla conclusione che il governo cinese e le sue agenzie "hanno messo a morte un alto, ma sconosciuto, numero di prigionieri di coscienza del Falun Gong. I loro organi vitali, tra cui reni, fegati, cornee e cuori, sono stati sottratti senza consenso per essere messi in vendita a prezzi elevati, a volte a stranieri, i quali normalmente nei loro Paesi d'origine devono affrontare lunghe attese per un organo donato volontariamente." Hanno stimato che dal 2000 al 2005, la fonte di 41.500 trapianti di organi risulti inspiegabile, affermando che la fonte più plausibile per questi organi sono i prigionieri del Falun Gong. Gli autori hanno commentato il loro rapporto facendo notare le difficoltà insite nel verificare i presunti crimini: nessuna organizzazione indipendente è autorizzata ad indagare in Cina, è difficile trovare testimonianze dirette e le informazioni ufficiali sui trapianti e sulle esecuzioni sono spesso negate o contraddittorie.
Nel 2007, Kilgour e Matas hanno presentato un rapporto aggiornato dal titolo "Bloody Harvest:  Rapporto rivisto sulle accuse di prelievo di organi a praticanti del Falun Gong in Cina". I risultati sono stati poi pubblicati in un libro, uscito nel mese di ottobre del 2009. Queste pubblicazioni hanno ricevuto l'attenzione dei media a livello internazionale e gli autori hanno viaggiato in vari Paesi per presentare i loro risultati ai governi e alle organizzazioni interessate.

### Ethan Gutmann

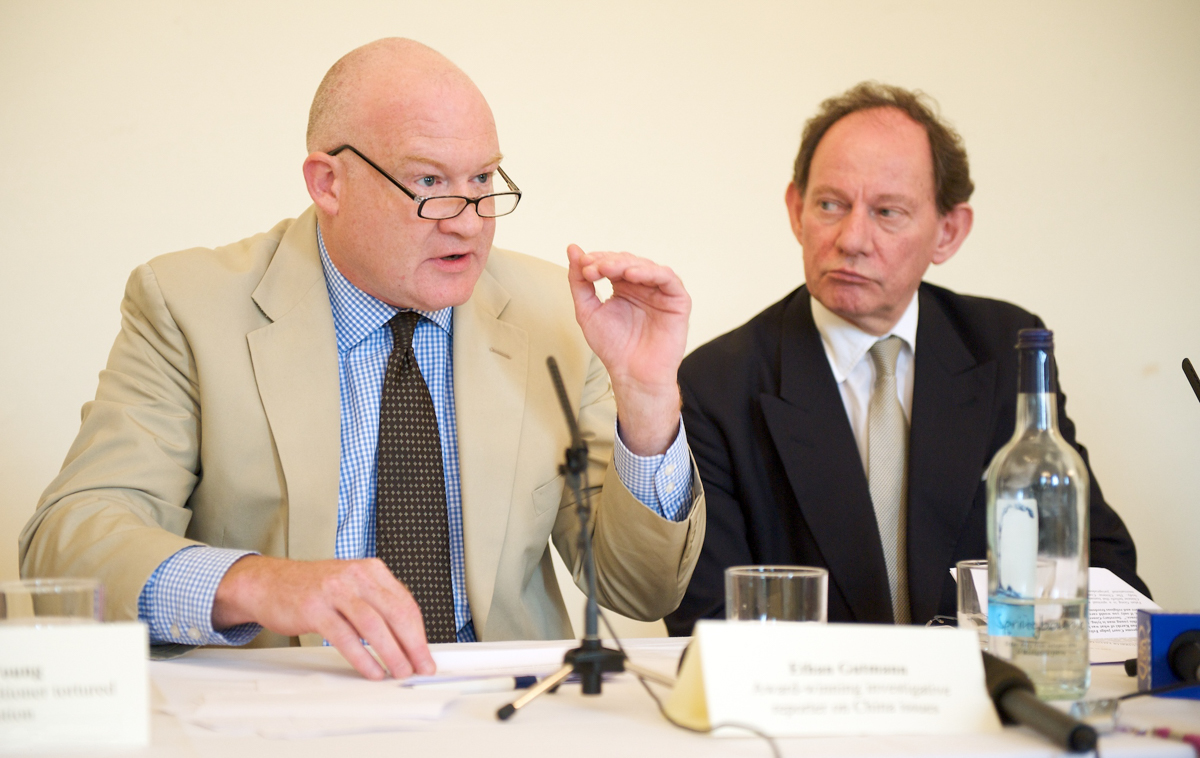
Ethan Gutmann con Edward McMillan-Scott ad una conferenza stampa alla Foreign Press Association, 2009

Ethan Gutmann, giornalista investigativo specializzato sulla Cina, ha avviato una propria indagine sulle accuse di prelievo di organi da praticanti del Falun Gong nel 2006. Nell'arco di diversi anni ha intervistato oltre 100 rifugiati cinesi usciti dai campi di lavoro e dalle prigioni, così come agenti delle forze dell'ordine e operatori sanitari. Sulla base delle sue ricerche, Gutmann ha concluso che il prelievo di organi da prigionieri di coscienza si è diffuso negli anni novanta nella provincia nord-occidentale dello Xinjiang, quando il gruppo etnico degli Uiguri è diventato bersaglio della campagna repressiva denominata "colpire duro".
Verso il 1999, secondo Gutmann il prelievo di organi nello Xinjiang ha cominciato a declinare molto rapidamente, mentre il numero complessivo di trapianti di organi a livello nazionale era in aumento. Nello stesso anno il governo cinese ha lanciato a livello nazionale la repressione del gruppo spirituale del Falun Gong. Gutmann suggerisce che la popolazione carceraria composta da praticanti del Falun Gong abbia sostituito gli Uiguri come fonte principale degli organi. La sua stima è che circa 65.000 praticanti del Falun Gong siano stati uccisi per i loro organi tra il 2000 e il 2008, facendo notare come la cifra sia simile a quella indicata da Kilgour e Matas per lo stesso periodo.
Le sue conclusioni sono state pubblicate in diverse riviste e periodici, tra gli altri il World Affairs Journal, il Weekly Standard, il Toronto Star e la National Review. Gutmann ha anche presentato le sue conclusioni davanti al Congresso degli Stati Uniti e al Parlamento europeo. Nell'agosto 2014 ha pubblicato il suo lavoro in un libro dal titolo "The Slaughter: Mass Killings, Organ Harvesting and China's Secret Solution to Its Dissident Problem" [Il Massacro: Uccisioni di massa, raccolta di organi e la soluzione segreta della Cina al problema dei dissidenti.]

## Le accuse
Diversi e distinti elementi di prova sono stati presentati a sostegno delle accuse secondo le quali i praticanti del Falun Gong sono stati uccisi per i loro organi in Cina. Ricercatori, sostenitori dei diritti umani e gruppi medici si sono concentrati in particolare sul volume dei trapianti di organi eseguiti in Cina; sulla disparità tra il numero dei trapianti e le fonti note; sulla significativa crescita del settore dei trapianti in coincidenza con la detenzione di massa di praticanti del Falun Gong; sui brevi tempi d'attesa che suggeriscono esecuzioni su richiesta ("on demand") e sulle testimonianze secondo le quali i prigionieri del Falun Gong sono stati spesso sottoposti a esami medici durante la detenzione, che sembrano avere il solo scopo di verificare lo stato di salute degli organi interni.

### Aumento del numero dei trapianti di organi a livello nazionale dopo il 1999

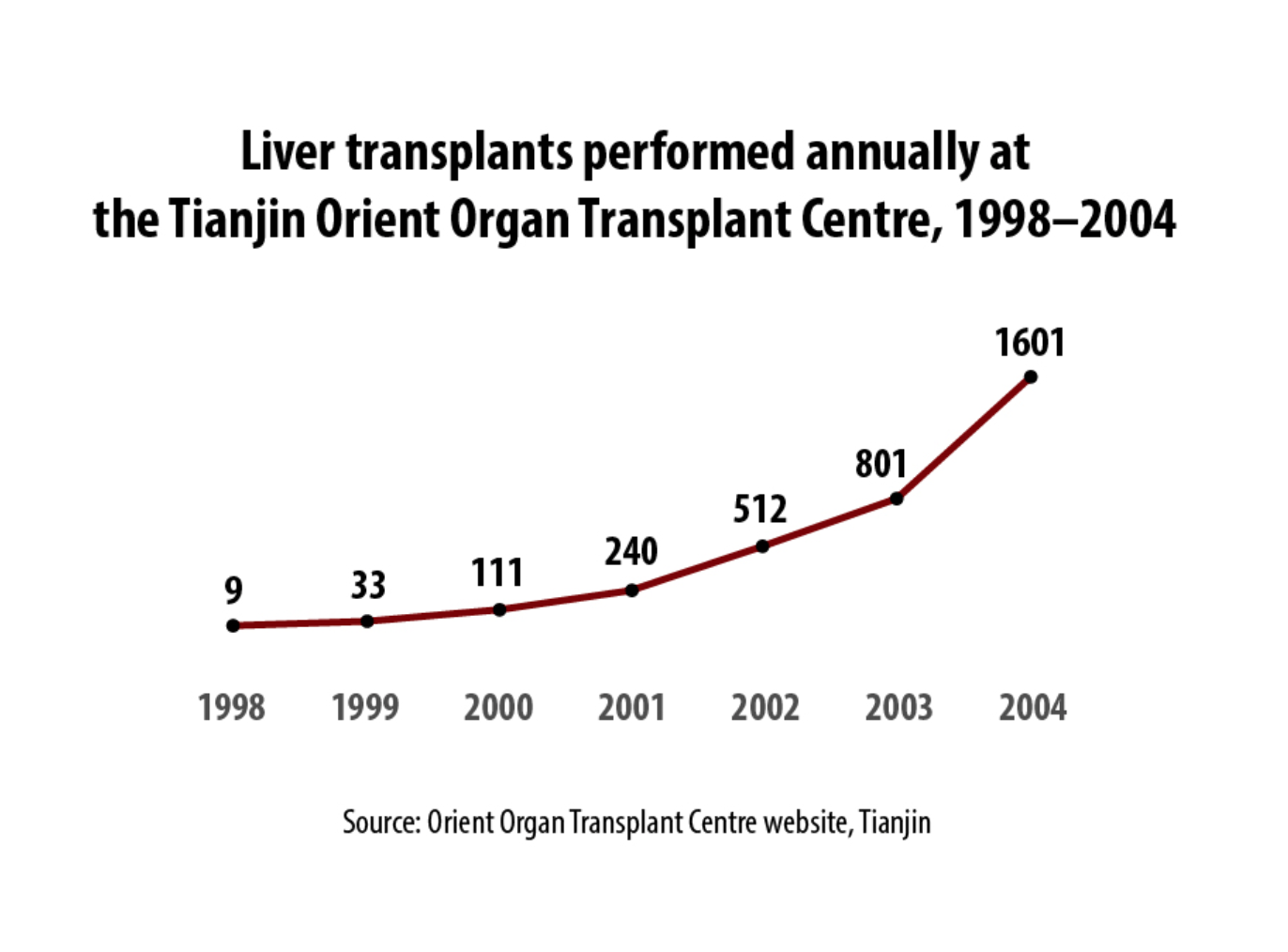
Trapianti di fegato eseguiti annualmente presso lOriental Organ Transplant Centre di Tianjin, 1998-2004

Il numero di trapianti di organi eseguiti in Cina è cresciuto rapidamente a partire dal 2000. Questo periodo corrisponde con l'inizio della persecuzione del Falun Gong, quando decine di migliaia di praticanti in Cina sono stati arrestati e portati nei campi di lavoro, nei centri di detenzione e nelle prigioni.
Nel 1998 il Paese ha registrato 3.596 trapianti di rene. Arrivati al 2005, il numero era salito a circa 10.000. Tra il 2001 e il 2005 il numero di strutture che effettuavano trapianti di rene è balzato da 106 a 368. Allo stesso modo, dal 1999 al 2006, il numero di centri per i trapianti di fegato in Cina è salito da 22 a oltre 500. In questo periodo anche il volume di trapianti eseguiti in questi centri è aumentato notevolmente. Un ospedale ha pubblicato sul suo sito internet di aver eseguito 9 trapianti di fegato nel 1998 e 647 in quattro mesi nel 2005. L'Ospedale della Jiaotong University di Shanghai ha registrato sette trapianti di fegato nel 2001, 53 nel 2002, 105 nel 2003, 144 nel 2004 e 147 nel 2005.
Kilgour e Matas scrivono che l'aumento dei trapianti di organi non può essere del tutto attribuibile a miglioramenti nella tecnologia dei trapianti: "La tecnologia [utilizzata] nei trapianti di rene è stata interamente sviluppata in Cina molto prima che iniziasse la persecuzione del Falun Gong. Eppure i trapianti di rene sono aumentati nettamente, più che raddoppiati, dopo che la persecuzione del Falun Gong è iniziata.In nessun luogo i trapianti sono aumentati in modo così significativo, con lo stesso numero di donatori, grazie a cambiamenti tecnologici."
Inoltre fanno notare che durante questo periodo di rapida espansione del settore dei trapianti in Cina, non ci sono stati miglioramenti significativi nel sistema di donazione volontaria o nel sistema di allocazione, neppure è aumentato il numero dei condannati a morte registrati come donatori. Anche se non prova le accuse, il parallelo tra la rapida crescita dei trapianti di organi e l'incarcerazione di massa di praticanti del Falun Gong, è coerente con l'ipotesi che i praticanti del Falun Gong detenuti siano stati vittima dei prelievi forzati di organi.

### Discrepanze nelle fonti di organi conosciute
Nel 2005 funzionari cinesi hanno riferito che fino al 95% degli organi trapiantati erano prelevati da prigionieri. Tuttavia la Cina non esegue un numero di condanne a morte sufficiente a spiegare il gran numero di trapianti che vengono eseguiti e le donazioni volontarie sono estremamente rare (dal 2003 al 2009 solo 130 persone si sono registrate come donatori di organi volontari a livello nazionale).
Funzionari della Sanità cinesi hanno riferito che nel 2004 sono stati eseguiti in Cina oltre 13.000 trapianti d'organo; nel 2006, il quotidiano statale China Daily ha riferito che ogni anno sono stati eseguiti 20.000 trapianti d'organo. Nello stesso periodo di tempo, il numero di persone condannate a morte e giustiziate è stato di gran lunga inferiore al numero dei trapianti. Sulla base di rapporti pubblicamente disponibili, Amnesty International ha documentato 1.770 esecuzioni nel 2006; le stime più alte parlano di circa 8.000 esecuzioni. Dato che la Cina non dispone di un sistema organizzato di verifica della compatibilità e di allocazione degli organi, considerando anche la necessità di soddisfare l'aspettative di brevi tempi di attesa, è raro che più organi vengano prelevati dallo stesso donatore. Inoltre, spesso i condannati a morte hanno problemi di salute, ad esempio l'epatite B, il che li rende non idonei come donatori. Ciò suggerisce l'esistenza di una fonte secondaria di organi. Il Relatore Speciale delle Nazioni Unite sulle torture Manfred Nowak sostiene che “la spiegazione secondo la quale la maggior parte di questi organi provengano da condannati a morte è incoerente ... Se fosse così, il numero di criminali giustiziati dovrebbe quindi essere molto più elevato di quanto finora ipotizzato”.
In una dichiarazione di fronte alla Camera dei Rappresentanti degli Stati Uniti, il Dott. Damon Noto ha affermato che "i prigionieri condannati a morte non possono pienamente spiegare tutti i trapianti che stanno avvenendo in Cina [...] Anche se ne avessero giustiziati 10.000 e trapiantati 10.000 all'anno, ci sarebbe ancora una grande discrepanza. Perché? È semplicemente impossibile che quelle 10.000 persone giustiziate corrispondessero perfettamente alle 10.000 persone che avevano bisogno degli organi." Allo stesso modo David Kilgour e David Matas scrivono che le fonti tradizionali degli organi per i trapianti, quali i prigionieri giustiziati, i donatori e le morti cerebrali, “non arrivano minimamente a giustificare il numero totale dei trapianti eseguiti in tutta la Cina”. Come il Dott. Noto, essi indicano il gran numero di praticanti del Falun Gong nel sistema delle prigioni e dei campi di lavoro forzato, come la probabile fonte alternativa per gli organi.

### Tempi di attesa per i trapianti
I tempi d'attesa per i trapianti d'organo in Cina sono significativamente più brevi che in qualunque altra parte del mondo. Secondo un post del 2006 sul sito web del China International Transplantation Assistance Center “può volerci solo un mese per ricevere un trapianto di fegato, con un tempo massimo d'attesa di due mesi. Per quanto riguarda il trapianto di rene, trovare un donatore adeguato può richiedere una settimana, e il tempo massimo può essere un mese... In caso di problemi con l'organo del donatore, il paziente avrà la possibilità di vedersi offrire un altro donatore di organi e di essere sottoposto ad un nuovo intervento in una settimana”. Anche altri centri per i trapianti d'organo hanno pubblicizzato in modo simile tempi medi di attesa di una o due settimane per i trapianti di fegato e reni. Ciò è confermato dai casi di persone che hanno ricevuto un trapianto e che raccontano di aver ricevuto un organo nel giro di pochi giorni o settimane. Al confronto, i tempi di attesa medi per un rene in Paesi sviluppati come gli Stati Uniti, il Canada e la Gran Bretagna in genere vanno da due anni a più di quattro anni, nonostante questi Paesi abbiano milioni di donatori di organi registrati e consolidati sistemi di verifica della compatibilità degli organi e di allocazione.
Ricercatori e medici, hanno espresso gravi preoccupazioni per le implicazioni dei brevi tempi d'attesa offerti dagli ospedali cinesi. In particolare, sostengono che questi tempi d'attesa siano indice dell'esistenza di una 'banca' di donatori viventi, i cui organi possono essere rimossi a richiesta. Questo perché gli organi devono essere trapiantati immediatamente dopo la morte, o devono essere prelevati da un donatore vivente (i reni devono essere trapiantati entro 24-48 ore; il fegato entro 12 ore, il cuore entro 8 ore).
Il Dott. Kirk C. Allison, direttore associato del Programma in Diritti dell’Uomo e Medicina presso l'Università del Minnesota, ha scritto che “il breve lasso di tempo di un sistema on-demand [come in Cina] richiede un grande numero di donatori pre-schedati per gruppo sanguigno e corrispondenza HLA", il che è coerente con le testimonianze di prigionieri del Falun Gong a proposito di esami del sangue e tessuti subiti durante la detenzione. Ha scritto che sarebbe impossibile assicurare tempi d'attesa brevi per gli organi come in Cina sulla base della “morte casuale" e che i medici da lui interrogati sulla questione hanno indicato che sono stati scelti prigionieri vivi per garantire la qualità e la compatibilità. Il Dott. Jacob Lavee, Direttore dell'Unità di trapianto di cuore al Sheba Medical Center in Israele, ha raccontato di un suo paziente che si è recato in Cina per un trapianto di cuore. Il paziente ha aspettato due settimane per un cuore e l'intervento è stato programmato in anticipo—questo significa che l'organo non avrebbe potuto essere procurato da una morte casuale. Il Dott. Franz Immer, presidente della Fondazione nazionale svizzera per il dono e il trapianto di organi, riferisce che nel corso di una visita a Pechino nel 2007, è stato invitato dai suoi ospiti cinesi ad assistere ad un’operazione di trapianto di cuore: "l'organizzatore ci ha chiesto se avremmo preferito assistere all'intervento al mattino o al pomeriggio. Ciò significa che il donatore sarebbe morto, o sarebbe stato ucciso, in un dato momento, per la comodità dei visitatori. Mi sono rifiutato di partecipare".
Redattori del Journal of Clinical Investigation scrivono: “L'unico modo per garantire un trapianto di fegato o di cuore durante il periodo di tempo relativamente breve che un turista dei trapianti trascorre in Cina, è quello di ottenere rapidamente le informazioni mediche necessarie da potenziali destinatari, trovare le corrispondenze e quindi giustiziare una persona con le caratteristiche adatte”. Il Dott. Noto afferma allo stesso modo che i tempi d'attesa cinesi e la possibilità di pianificare i trapianti in anticipo sono possibili solo avendo a disposizione una grande quantità di “donatori viventi, disponibili a richiesta”. I soli condannati a morte non sono abbastanza numerosi per soddisfare questa domanda.

### Vulnerabilità dei praticanti del Falun Gong

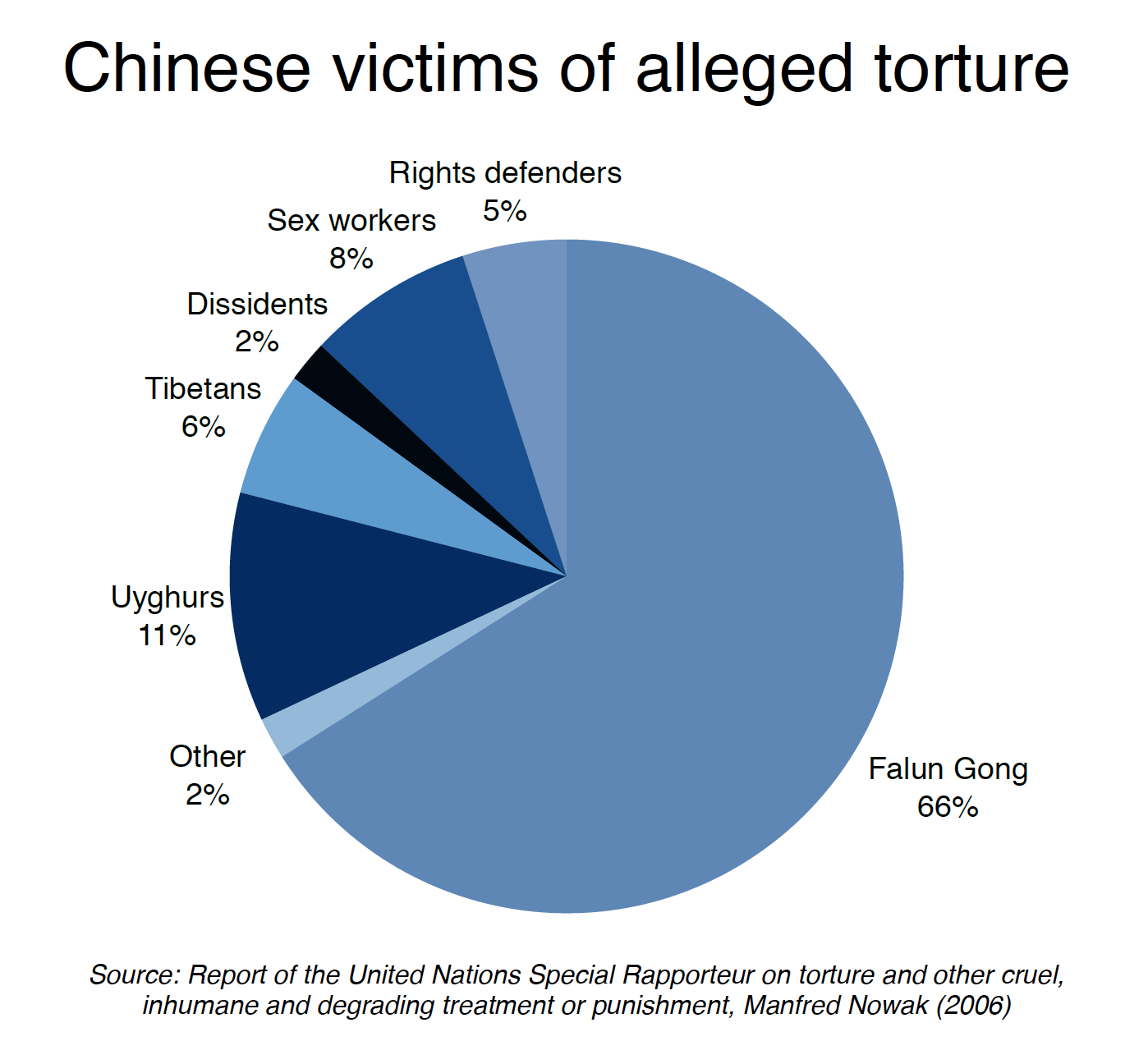
Vittime delle torture in Cina secondo il rapporto del Relatore Speciale delle Nazioni Unite per la tortura Manfred Nowak

A partire dal 1999, centinaia di migliaia di praticanti del Falun Gong in Cina sono stati detenuti in campi di rieducazione attraverso il lavoro, prigioni e altre strutture di detenzione, diventando il gruppo di prigionieri di coscienza più numeroso del Paese. Nel 2008, il Dipartimento di Stato americano ha citato stime secondo le quali metà della popolazione dei campi di lavoro ufficiali cinesi, che contavano 250.000 detenuti, erano praticanti del Falun Gong e un rapporto di Amnesty International del 2013 ha rilevato che i praticanti del Falun Gong costituivano dal 30 al 100 per cento dei detenuti rinchiusi nei campi di lavoro presi in esame.
Ex prigionieri cinesi hanno inoltre riferito che nei campi i praticanti del Falun Gong ricevevano regolarmente le “condanne più lunghe e i trattamenti peggiori” e che erano obiettivi prescelti di torture e abusi. Nel 2006, uno studio del Relatore Speciale delle Nazioni Unite sulla tortura indicava che il 66% dei casi segnalati dalla Cina coinvolgeva vittime del Falun Gong. Migliaia di praticanti del Falun Gong sono morti o sono stati uccisi durante la detenzione, spesso in circostanze controverse. I familiari dei defunti hanno riferito di essersi visti negare l'autopsia; in alcuni casi i corpi sono stati cremati sommariamente senza il consenso della famiglia. Analisti e gruppi dei diritti umani hanno sottolineato diversi fattori che conducono a trattamenti particolarmente severi verso i praticanti del Falun Gong detenuti. Questi includono le direttive emanate dal governo centrale o dalle autorità del Partito Comunista Cinese; incentivi e sistemi di quote che incoraggiano gli abusi; un senso di impunità nel caso di decessi durante la detenzione; e gli effetti della propaganda di Stato che disumanizza e diffama i praticanti del Falun Gong.
Il grande numero di praticanti del Falun Gong detenuti ha portato i ricercatori ad identificarli come fonte probabile per gli organi. Secondo la ricerca di Gutmann, altri gruppi di prigionieri emarginati potrebbero essere stati colpiti, come i Tibetani e gli Uiguri che risiedono prevalentemente nelle regioni occidentali della Cina. Tuttavia, per ragioni di vicinanza geografica, i praticanti del Falun Gong hanno maggiori probabilità di essere presi di mira. Inoltre, poiché la loro pratica spirituale proibisce il fumo o il consumo di alcol, essi tendono ad essere relativamente in buona salute.
Nel contesto del prelievo di organi, Kilgour e Matas indicano un ulteriore motivo di vulnerabilità. Vale a dire, al fine di proteggere i membri della propria famiglia dai maltrattamenti delle forze di sicurezza, molti praticanti del Falun Gong arrestati rifiutano di fornire il proprio nome o altre informazioni che permettano alla polizia di identificarli. Nel loro rapporto hanno scritto: “Anche se questo rifiuto di identificarsi è fatto allo scopo di proteggersi, può aver avuto l'effetto opposto. È più facile perseguitare una persona, i cui familiari non sanno dove si trovi, piuttosto che una persona la cui posizione è conosciuta”. Kilgour e Matas hanno scritto che non avevano incontrato o sentito di nessun praticante del Falun Gong rilasciato dopo essersi rifiutato di identificarsi, nonostante la diffusione di questo comportamento. Allo stesso modo Ethan Gutmann riferisce che, in oltre un centinaio di interviste con ex prigionieri, ha incontrato solo una praticante del Falun Gong che non si era fatta identificare durante la detenzione e “i suoi organi erano messi peggio dei miei”.

### Esami medici durante la detenzione
Ethan Gutmann ha intervistato dozzine di ex detenuti cinesi, inclusi sedici praticanti del Falun Gong, che hanno ricordato di aver subito insoliti test medici durante la detenzione. Gutmann sostiene che alcuni di questi esami fossero visite mediche di routine,  altri fossero screening per il virus della SARS. Tuttavia, in molti casi, gli esami medici descritti erano esclusivamente finalizzati all’accertamento dello stato di salute degli organi interni.
Nel 2001 un uomo di nome Wang Xiaohua è stato imprigionato in un campo di lavoro forzato nello Yunnan, durante la detenzione lui e altri venti praticanti del Falun Gong detenuti sono stati portati in un ospedale. Hanno prelevato loro una grande quantità di sangue, oltre a campioni di urina, e sono stati sottoposti a raggi-X nella zona addominale e a elettrocardiogramma. Lo staff dell'ospedale non ha curato le lesioni fisiche subite durante la detenzione. Questo schema si è ripetuto in diverse altre interviste. Qu Yangyao, una rifugiata cinese di poco più di trent’anni, nel 2000 è stata prelevata da un campo di lavoro forzato e portata in un ospedale, insieme ad altri due praticanti del Falun Gong. Qu racconta che il personale ospedaliero ha prelevato loro grandi quantità di sangue, li ha sottoposti a raggi-X del torace ed ha sondato gli organi interni dei prigionieri. Non c’è stato nessun “martelletto sul ginocchio, nessuna palpazione dei linfonodi, nessun esame delle orecchie, del cavo orale o dei genitali—il dottore ha controllato i suoi organi interni e niente più”, scrive Gutmann.
Un'altra donna di nome Jung Tian, racconta che, mentre si trovava in un centro di detenzione nella città di Shenyang, ha subito esami fisici completi e le è stata prelevata una grande quantità di sangue—sufficiente per diagnosi avanzate o corrispondenza dei tessuti. In un campo di lavoro forzato femminile nella provincia del Guangdong, una ex detenuta rivela che 180 praticanti del Falun Gong sono stati sottoposti ad esami medici all’inizio del 2003 e che gli esami erano esclusivamente mirati agli organi interni. Un'altra testimone che è stata rinchiusa nel campo di lavoro forzato di Masanjia nel 2005, ha raccontato che solo i praticanti giovani e sani venivano sottoposti ad esami medici completi una volta arrivati al campo; gli anziani e gli infermi erano trattati in modo sbrigativo.
Oltre ai praticanti del Falun Gong, il ricercatore Java Gibson ha identificato tre prigionieri Tibetani che hanno subito esami medici “unicamente agli organi interni”, tutti poco dopo il 2005.

### Telefonate come prove d’accusa
Nel marzo 2006, immediatamente dopo che erano emerse le accuse secondo le quali i praticanti del Falun Gong erano bersaglio del prelievo di organi, investigatori oltreoceano hanno iniziato a telefonare agli ospedali cinesi e ai centri di detenzione. Chi chiamava fingeva di essere il potenziale destinatario di un trapianto o un intermediario, chiedendo la disponibilità di organi del Falun Gong. In molti casi, hanno ottenuto ammissioni registrate che era possibile avere organi da prigionieri praticanti del Falun Gong. Una selezione di queste conversazioni è stata citata come prova nel rapporto di David Kilgour e David Matas.
In una di queste telefonate a un centro di detenzione nella città di Mishan, un funzionario ha affermato di avere a disposizione da cinque ad otto praticanti del Falun Gong sotto i 40 anni, come possibili donatori di organi. Interrogato sui dettagli riguardanti questi individui, il funzionario ha detto che si trattava di prigionieri del Falun Gong maschi, provenienti da aree rurali.
Un medico dell'ospedale Minzu nella città di Nanning, ha detto che l'ospedale al momento non aveva organi del Falun Gong disponibili, ma che in precedenza aveva selezionato prigionieri del Falun Gong per il prelievo d'organi. Il medico ha inoltre consigliato di contattare un ospedale universitario nella vicina provincia del Guangdong, sostenendo che avevano canali migliori per ottenere organi di praticanti del Falun Gong. Nell’ospedale Zhongshan di Shanghai, un dottore ha raccontato agli investigatori che tutti gli organi utilizzati nel suo ospedale provenivano da praticanti del Falun Gong. Durante una telefonata ad un ospedale militare di Guangzhou nell’aprile del 2006, un medico ha riferito agli investigatori di avere “diversi lotti” di organi del Falun Gong, ma che le scorte avrebbero potuto prosciugarsi dopo il 20 maggio 2006. In un'altra telefonata, fingendosi intermediari per gli organi, gli investigatori hanno chiamato il tribunale civile di Jinzhou. In risposta alla domanda sulla possibilità di ottenere organi da prigionieri del Falun Gong, un funzionario del tribunale ha detto: “dipende dalle sue qualifiche…se ha buone qualifiche, potremmo allora fornirle alcuni [organi]”.
Kilgour e Matas ammettono che, almeno in alcuni casi, il personale ospedaliero può aver risposto per assecondare chi chiamava e riuscire a vendere. I risultati di queste chiamate sarebbero anche difficili da replicare; appena le accuse sul prelievo d’organi dai praticanti del Falun Gong hanno attirato l'attenzione, gli ospedali sono diventati più riluttanti a parlare apertamente dei loro metodi di approvvigionamento degli organi.
Questa tattica investigativa è stata ripresa nel 2012, quando i funzionari del Partito Comunista hanno cominciato ad indagare sul membro del Politburo Bo Xilai, per una serie di reati. Bo era stato in precedenza governatore della provincia del Liaoning, che i ricercatori ritengono essere stata un importante centro per il prelievo d’organi. Investigatori dell’Organizzazione Mondiale per indagare sulla persecuzione del Falun Gong, hanno telefonato a funzionari di medio ed alto livello con precedenti collegamenti con Bo, fingendosi membri del gruppo interno di disciplina e ispezione del Partito Comunista, che stava costruendo il caso contro di lui. Hanno posto domande circa la catena di comando coinvolta nel procurare organi da prigionieri, inclusi praticanti del Falun Gong. Alle domande sul coinvolgimento di Bo Xilai nel prelievo d’organi, un funzionario di alto grado del Politburo ha riferito agli investigatori che Zhou Yongkang, il membro del Comitato Permanente del Politburo e Zar della Sicurezza, “è incaricato di tutto questo. Lui sa.”
È stato chiesto ad un funzionario municipale nella provincia del Liaoning quali fossero le direttive emanate da Bo Xilai sul prelievo di organi da i prigionieri del Falun Gong. Il funzionario ha risposto: “Mi è stato chiesto di occuparmi di questo compito. In realta se ne stava occupando Il Partito centrale…lui, [Bo] è stato sicuramente coinvolto, sì assolutamente. In quel periodo ne parlavamo principalmente nel corso delle riunioni al Comitato Permanente”. Il funzionario ha riattaccato dopo aver capito di non aver confermato l'identità del chiamante. Un'altra persona contattata è stato un medico militare in un ospedale del Liaoning. Quando gli è stato chiesto se gli organi dei praticanti del Falun Gong fossero mai stati utilizzati in operazioni di trapianto in un ospedale vicino, ha risposto in modo affermativo: “è passato tutto attraverso il tribunale”. Il medico ha poi iniziato a mostrare disagio per la direzione presa dalle domande e si è rifiutato di discutere ulteriormente la questione senza l’autorizzazione della divisione politica dell’ospedale.

### Incentivi commerciali
Medici e ricercatori dei diritti umani sostengono che la natura commerciale del traffico di organi in Cina promuova corruzione e abusi. Vale a dire che il profitto ricavato dalla vendita degli organi può portare ad un maggior numero di uccisioni —sia decise dai tribunali che extragiudiziali— di quante ce ne sarebbero altrimenti. Anche se questo argomento non è specifico per i praticanti del Falun Gong, è stato usato come prova circostanziale a sostegno della tesi che i prigionieri del Falun Gong possano essere presi di mira per il prelievo d'organi.
La crescita del mercato degli organi è collegata alle riforme economiche della fine degli anni ottanta e inizio anni novanta, che hanno condotto ad un rapido declino nei finanziamenti governativi al sistema sanitario. La Sanità si è spostata verso un modello più orientato al mercato e gli ospedali hanno ideato nuovi modi per far crescere le loro entrate. Questo meccanismo si applica anche agli ospedali militari; dalla metà degli anni ottanta, l'Esercito di Liberazione Popolare si è impegnato in imprese commerciali e a scopo di lucro, per integrare il proprio bilancio.
Nel loro rapporto sul prelievo d’organi da praticanti del Falun Gong, Kilgour e Matas descrivono come gli ospedali dei trapianti in Cina si rivolgano a stranieri benestanti pronti a pagare fino a 100.000 dollari americani per trapianti di fegato, polmoni e cuore. Ad esempio, il sito internet del China International Transplantation Network Assistance Center ha pubblicato il seguente listino prezzi sul proprio spazio web nel 2006: rene 62.000$; fegato 98.000-130.000$; fegato+rene 160.000-180.000$; rene+pancreas: 150.000$; polmone 150.000-170.000$; cuore 130.000-160.000$; cornea: 30.000$.[139] In una dichiarazione davanti alla Camera dei Rappresentanti americana, il Dr Gabriel Danovitch dell’UCLA Medical Center ha dichiarato: “La facilità con cui questi organi possono essere ottenuti e il modo in cui possono essere assegnati a ricchi stranieri ha generato una cultura della corruzione”.

### Caso studio: la provincia del Liaoning
Nel suo libro sugli abusi nei trapianti d'organo, Ethan Gutmann ha incluso un caso studio relativo alla provincia nord-occidentale del Liaoning. Nel 1990 l'ex membro del Politburo Bo Xilai ricopriva il ruolo di sindaco e capo del Partito nella città di Dalian, nel Liaoning, e successivamente ne è diventato governatore dal 2001 al 2004. Questa provincia è conosciuta per avere la maggiore concentrazione di praticanti del Falun Gong ed ha il primato nel paese per il maggior numero di casi riportati di decessi di prigionieri del Falun Gong durante la detenzione. Molti osservatori hanno notato che Bo Xilai si è impegnato in una campagna particolarmente intensa contro il Falun Gong in questa provincia, questo ha condotto a molti casi di tortura e altri crimini contro l’umanità.
Nel 2003 Wang Lijun, stretto collaboratore di Bo, è stato nominato capo dell'Ufficio di Pubblica Sicurezza di Jinzhou, nel Liaoning. In questa veste era a capo di un centro per i trapianti d'organo, dove ha supervisionato “diverse migliaia” di prelievi d'organi, facendo sorgere timori che molti di quegli organi fossero prelevati da prigionieri politici. Nel 2006, durante una cerimonia di premiazione Wang ha dichiarato ai giornalisti: “Per un poliziotto veterano, vedere qualcuno giustiziato e, nel giro di pochi minuti osservare come la sua vita venisse prolungata nei corpi di diverse altre persone... è stato commovente”. Gutmann afferma che è “estremamente improbabile” che tutti gli organi utilizzati in queste operazioni fossero presi da prigionieri giustiziati nel braccio della morte, i quali non sarebbero mai stati così numerosi da sopperire alle migliaia di trapianti di organi. D'altra parte, Gutmann osserva che nei campi di lavoro e nelle prigioni del Liaoning sono detenuti un gran numero di praticanti del Falun Gong. E continua scrivendo: “Inoltre vi è un’attinenza con il fatto che sia Bo [Xilai] che Wang [Lijun] abbiano costruito una larga parte del loro potere politico sulla repressione del Falun Gong”.
Il Dott. Huige Li, portavoce dell'associazione medica Doctors Against Forced Organ Harvesting, ha ribadito questo punto nella sua testimonianza del 2015 di fronte al Parlamento Europeo. Secondo i calcoli di Li, si può stimare che nel periodo in questione in una città delle dimensioni di Jinzhou ci siano state circa 14 esecuzioni capitali sancite legalmente. Questo significa che la fonte degli organi per migliaia di operazioni di trapianto effettuate in quel centro rimangono inspiegabili.
Gutmann nota anche che, oltre ai trapianti di organi a Jinzhou, le agenzie per la sicurezza della città di Dalian fornivano cadaveri umani a due grandi industrie di plastinazione, dove i corpi vengono plastinati per essere inviati in mostra in tutto il mondo. Secondo un informatore intervistato dal programma televisivo americano 20/20, i cadaveri plastinati provengono da prigionieri giustiziati. Ancora una volta, tuttavia, Gutmann osserva una disparità nei numeri: la fabbrica di plastinazione dei corpi operante a Dalian tratta migliaia di cadaveri—molti di più di quanti potessero provenire da donazioni o da prigionieri legalmente giustiziati. La creazione delle fabbriche di plastinazione dei corpi coincide con l'inizio della persecuzione del Falun Gong.

## Risposta del governo cinese
Il Governo cinese ha ripetutamente e categoricamente negato che praticanti del Falun Gong siano stati uccisi per i loro organi e insiste sul fatto di aderire agli standard dell’Organizzazione mondiale della sanità. Tuttavia, il Governo non ha confutato le prove specifiche citate dai ricercatori, né ha fornito una spiegazione alternativa per la fonte degli organi per i trapianti.
In risposta a una risoluzione della Camera dei Rappresentanti degli Stati Uniti del 2014 sui prelievi d’organi, un portavoce dell’Ambasciata cinese ha affermato che la Cina richiede il consenso scritto dei donatori di organi, dichiarando che “il cosiddetto prelievo di organi da condannati a morte è una menzogna costruita dal Falun Gong”. Il rappresentante dell’ambasciata ha quindi esortato i legislatori americani a smettere di “sostenere e di essere conniventi” con il Falun Gong.
David Kilgour e David Matas affermano che la risposta del Governo cinese alla loro indagine del 2006 conteneva “una buona dose di invettive, ma di fatto nessuna informazione che contraddica o indebolisca le nostre conclusioni o analisi”. In particolare, la risposta del Governo cinese era incentrata sulla tesi che il Falun Gong fosse un “culto malvagio”, metteva in dubbio i motivi e l'indipendenza dei ricercatori e sottolineava un errore in una didascalia contenuta nel loro rapporto, dove due città erano localizzate in modo errato. La risposta del governo affermava inoltre che la Cina proibisce la vendita di organi umani e richiede il consenso scritto dei donatori—affermazioni che secondo Kilgour e Matas sono smentite da prove.
Dal 2006 al 2008 due Relatori Speciali delle Nazioni Unite hanno ripetutamente richiesto al governo cinese di rispondere alle accuse riguardanti i prigionieri del Falun Gong e di dimostrare la fonte degli organi usati nei trapianti. Le risposte del governo cinese non hanno affrontato le questioni poste, né hanno spiegato quali siano le fonti degli organi per i trapianti. Hanno invece scritto che la Cina si conforma agli standard dell'Organizzazione Mondiale della Sanità e hanno descritto le condizioni in base alle quali i trapianti d'organi sono permessi secondo le leggi e i regolamenti cinesi. Inoltre hanno dichiarato che le accuse di prelievo d'organi “non sono altro che il prodotto dell'agitazione del Falun Gong…la maggior parte si è già dimostrato che sono voci infondate”.
Il governo cinese ha anche cercato di impedire la discussione pubblica su questa questione al di fuori dei suoi confini e ha punito i cittadini cinesi che si sono espressi sul tema del prelievo di organi. Nel maggio 2006 il Vicepresidente del Parlamento europeo Edward McMillan-Scott si è recato in Cina per indagare sulle violazioni dei diritti umani. La sua guida, Cao Dong, gli ha riferito di conoscere la questione del prelievo di organi e di aver visto il cadavere di un suo amico praticante del Falun Gong, “nell’obitorio con dei buchi corrispondenti alle parti del corpo rimosse”. Cao Dong è stato condannato a cinque anni di prigione per aver parlato con il funzionario dell'Unione europea.
Nel 2007 l'ambasciatore cinese in Canada è intervenuto per cancellare la messa in onda di un documentario sul Falun Gong e sui prelievi d'organi, in programma sul canale nazionale CBC. Lo stesso anno, l'ambasciata cinese in Israele ha provato senza successo a cancellare una conferenza sui prelievi di organi del ricercatore David Matas, minacciando che la sua testimonianza avrebbe avuto un impatto negativo sulle relazioni Cina-Israele.

## Risposta internazionale

### Associazioni mediche
Le accuse sul prelievo di organi da praticanti del Falun Gong hanno condotto le autorità mediche internazionali e le associazioni del settore a focalizzare nuovamente la loro attenzione sulle pratiche dei trapianti in Cina. Medici professionisti hanno indicato una serie di conseguenze preoccupanti legate all'uso degli organi dei prigionieri e hanno discusso l'eticità degli scambi con gli ospedali dei trapianti cinesi.
Nel 2006, l'Associazione medica mondiale ha adottato una risoluzione chiedendo che la Cina smetta di usare prigionieri come donatori di organi. La National Kidney Foundation statunitense ha dichiarato di essere "profondamente preoccupata per metodi coercitivi usati per ottenere organi e tessuti descritti nelle recenti accuse".
Dal 2011 diverse riviste mediche hanno dichiarato che avrebbero smesso di pubblicare articoli relativi ad operazioni di trapianto in Cina, a causa delle preoccupazioni per le violazioni dell'etica medica. Il Journal of Clinical Investigation, una prestigiosa pubblicazione sulla ricerca biomedica, ha dichiarato che l'uso di organi da prigionieri giustiziati in Cina “viola i diritti umani fondamentali. Esso viola i precetti etici fondamentali della medicina dei trapianti e l'etica medica. Cosa ancora peggiore, alcuni di coloro che vengono uccisi potrebbero essere prigionieri i cui crimini consistono in niente di più che l'avere certe idee politiche o spirituali”. La rivista ha deciso di non accettare più manoscritti sui trapianti di organi umani, “a meno che non sia fornito e motivato un consenso non forzato da parte del donatore”. Una decisione simile è stata presa dall'American Journal of Transplantation (AJT).
Scrivendo su The Lancet nel 2011, un gruppo di importanti chirurghi e bioeticisti americani hanno invitato a boicottare la scienza e la medicina cinesi pertinenti ai trapianti d'organo. Hanno scritto: “È chiaro, dai numeri forniti dalla Cina, che non tutti gli organi per i cittadini cinesi e per i turisti dei trapianti stranieri vengano forniti da donatori consenzienti e volontari. La fonte di molti organi sono prigionieri giustiziati, il cui consenso è inesistente o eticamente non valido, e i cui decessi potrebbero essere calcolati a convenienza del ricevente in attesa”. L'autore principale dell'articolo, il Dott. Arthur Caplan, in seguito ha aggiunto: “Uccidere prigionieri per i loro organi è di per sé non etico” ma la pratica qui è ancora più atroce dato che alcuni dei prigionieri uccisi sono stati imprigionati per convinzioni religiose o politiche.

### Relatori Speciali delle Nazioni Unite
Dal 2006 al 2008, due Relatori Speciali della Nazioni Unite hanno ripetutamente chiesto al governo cinese di rispondere alle accuse riguardanti i prigionieri del Falun Gong e di spiegare la fonte degli organi usati nelle operazioni di trapianto. In un resoconto del febbraio 2008, il Relatore Speciale delle Nazioni Unite sulle torture, Manfred Nowak, ha osservato che in Cina “i trapianti sono molto più numerosi delle fonti identificabili di organi […] Si ipotizza che la discrepanza tra gli organi disponibili ed il numero di fonti identificabili sia spiegato dal prelievo di organi da praticanti del Falun Gong e che l’incremento dei trapianti a partire dal 2000 coincida e sia correlato con l’inizio della persecuzione contro queste persone”. Le risposte del governo cinese non hanno affrontato queste questioni né hanno spiegato la fonte degli organi per i trapianti.
Nowak in seguito disse: “Il governo cinese deve ancora diventare pulito e trasparente…Il governo cinese non ha invalidato [le accuse], ma d’altra parte nessuno le ha dimostrate. Questo lo rende un difficile dilemma—che può essere risolto solo se la Cina è disposta a collaborare. E questo è quello che manca.”

### Risposte di altri governi
Molti governi nazionali hanno tenuto audizioni sul prelievo di organi da praticanti del Falun Gong nelle loro assemblee legislative nazionali, alcuni hanno successivamente adottato risoluzioni di condanna degli abusi sui trapianti in Cina o hanno elaborato leggi che vietano il turismo per trapianti.

#### Stati Uniti

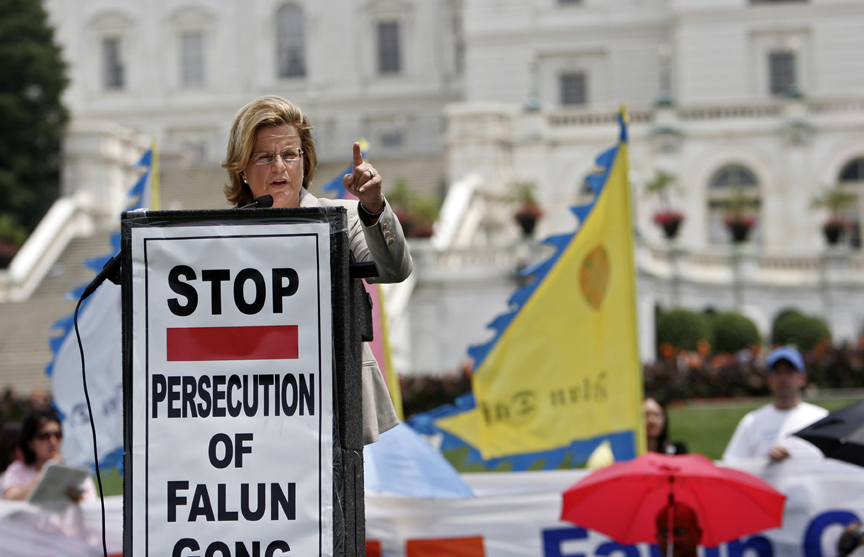
La repubblicana Ileana Ros-Lehitnen, che ha co-sponsorizzato la risoluzione del congresso che condanna il prelievo di organi dai praticanti del Falun Gong, parla ad un rally a Washington D.C.

Nel luglio 2014, la Sottocommissione per gli Affari Esteri della Camera dei Rappresentanti ha adottato all'unanimità una risoluzione che condanna il prelievo di organi da prigionieri di coscienza del Falun Gong e da membri di altre minoranze. Tali accuse sono apparse anche nei rapporti della Commissione Esecutiva del Congresso sulla Cina, e sul Rapporto sui diritti umani in Cina del Dipartimento di Stato del 2011. Nel gennaio 2015, la Casa Bianca ha risposto a una petizione di condanna del prelievo di organi da praticanti del Falun Gong firmata da 34.000 americani. La risposta sottolinea: “I leader cinesi hanno preso l'impegno di abolire la pratica di prelievo di organi umani da prigionieri giustiziati, anche se siamo consapevoli delle continue denunce riguardo a queste pratiche. Prendiamo queste accuse molto seriamente e continueremo a monitorare la situazione”. Il 13 giugno 2016 la Camera dei Rappresentanti degli Stati Uniti ha approvato all'unanimità la Risoluzione 343, che chiede al regime comunista cinese di fermare immediatamente il prelievo forzato di organi da prigionieri di coscienza, di fermare la persecuzione del Falun Gong e di incoraggiare la comunità medica americana a lavorare per diffondere l'attenzione verso le pratiche immorali dei trapianti che hanno luogo in Cina.

#### Unione europea
Il Parlamento europeo ha ascoltato testimonianze sul prelievo di organi in Cina durante la sessione sui diritti umani in Cina del 6 dicembre 2012. L'anno seguente ha approvato una risoluzione nella quale “esprime profonda preoccupazione per le continue segnalazioni, provenienti da fonti affidabili circa episodi sistematici e autorizzati dallo Stato, di prelievo coatto di organi da prigionieri di coscienza non consenzienti nella Repubblica popolare cinese, in particolare da un gran numero di seguaci del movimento Falun Gong, imprigionati per il loro credo religioso, nonché da membri di altri gruppi religiosi ed etnici minoritari”. La risoluzione chiedeva l'immediato rilascio di tutti i prigionieri di coscienza ed esortava le autorità cinesi a rispondere alle domande delle Nazioni Unite sulle fonti degli organi usati nei trapianti. A marzo 2014, il Comitato economico e sociale europeo a Bruxelles ha organizzato un evento di approfondimento sugli abusi dei trapianti in Cina. Durante il meeting, i partecipanti e i relatori hanno sostenuto le raccomandazioni della risoluzione parlamentare, che ha riconosciuto come il Falun Gong e altre minoranze siano obiettivi del prelievo forzato di organi in Cina. Il Presidente del CESE Henri Malosse ha chiesto di esercitare una maggiore pressione sul governo cinese per porre fine agli abusi dei trapianti d'organi.

#### Italia
Nel marzo 2014, i membri della Commissione italiana per i diritti umani del Senato hanno adottato all'unanimità una risoluzione che chiede l'immediato rilascio dei praticanti del Falun Gong e altri prigionieri di coscienza in Cina, sollecitando gli ospedali italiani a riconsiderare le collaborazioni con la Cina in materia di trapianti d'organo. Nel 2015, il Senato italiano ha adottato un disegno di legge che rende il traffico di organi da donatori viventi un crimine. Gli individui riconosciuti colpevoli di questo reato rischiano dai 3 ai 12 anni di carcere e multe fino a 300.000 euro. Il senatore Maurizio Romani, uno dei promotori del disegno di legge, ha osservato che la Cina è seconda al mondo per numero di trapianti effettuati, tutto questo senza procedure stabilite per la donazione di organi o senza un sistema nazionale di allocazione degli organi, e ha detto che i praticanti del Falun Gong rappresentano una porzione significativa degli organi per i trapianti, aggiungendo: “Noi in Italia non possiamo fermare queste violazioni, ma abbiamo il dovere di fare qualsiasi sforzo per non esserne complici".

#### Australia
Nel dicembre 2006 il Ministero della Salute australiano ha rivelato che due dei maggiori ospedali di trapianti del Paese avevano vietato la formazione di chirurghi cinesi, in risposta alle preoccupazioni circa il prelievo di organi da praticanti del Falun Gong e da altri prigionieri. Il 21 marzo 2013 il Senato australiano ha approvato all'unanimità una mozione sui prelievi forzati di organi in Cina. La mozione, presentata il giorno successivo ad un briefing parlamentare sul tema del prelievo di organi da prigionieri del Falun Gong, chiedeva che l'Australia adottasse norme severe sul traffico internazionale di organi. Lo stesso anno, membri del partito dei Verdi nel New South Wales hanno proposto una legge per dare valenza penale ai reati connessi al traffico di organi e tessuti umani.

#### Israele
Nel 2007, la Knesset, il parlamento israeliano, ha approvato una nuova legge che impedisce alle compagnie assicuratrici di fornire copertura ai cittadini israeliani che si recano all'estero per acquistare un organo. La mossa è stata in parte una risposta ad un'indagine, in cui le autorità israeliane avevano arrestato diversi uomini coinvolti nella mediazione di prelievi di organi di prigionieri cinesi per cittadini israeliani. Uno degli uomini aveva dichiarato in un'intervista sotto copertura che gli organi provenivano da “persone che si oppongono al regime, i condannati a morte e dai prigionieri del Falun Gong”. Oltre a vietare ai cittadini l'acquisto di organi all'estero, la legge ha anche creato norme penali per i trafficanti di organi. Le nuove regole hanno determinato una significativa diminuzione del numero di cittadini israeliani che vanno all'estero per un trapianto, ed hanno anche aiutato a sollecitare un aumento di donatori volontari a livello nazionale.

#### Spagna
Nel 2010, la Spagna ha approvato una legge che vieta ai suoi cittadini di recarsi all'estero per ottenere trapianti illegali di organi. La legislazione è stata proposta dopo che un cittadino spagnolo si era recato a Tianjin, in Cina, dove ha ottenuto un fegato pagando 130.000 dollari, con un'attesa di soli 20 giorni. Secondo la legislazione spagnola promuovere o facilitare il trapianto illegale d'organi è un reato, punibile con la reclusione fino a 12 anni. Inoltre, ogni organizzazione che abbia partecipato a operazioni illegali di trapianto sarà soggetta ad una sanzione.

#### Taiwan
Nel giugno 2015, l'Assemblea legislativa di Taiwan ha approvato un emendamento al 'Human Organ Transplantation Act' che vieta la vendita o l'acquisto di organi, compresi quelli dall'estero. La legge vieta anche l'uso di organi da prigionieri giustiziati. I legislatori che hanno sostenuto il disegno di legge hanno sottolineato che le modifiche hanno lo scopo di affrontare il problema dei cittadini taiwanesi che viaggiano in Cina per l'acquisto di organi, alcuni dei quali sono stati prelevati da donatori vivi.

#### Canada
Nel dicembre 2022, la Camera dei Comuni ha approvato una legge che vieta l'ingresso in Canada agli stranieri coinvolti nel traffico di organi, un'accusa rivolta alla Cina dagli esperti delle Nazioni Unite nel 2021. L'ex ministro della Giustizia Irwin Cotler ha lodato l'approvazione del disegno di legge S-223, affermando che "l'abominevole pratica del prelievo di organi ha preso di mira i più vulnerabili, tra cui la minoranza uigura e i praticanti del Falun Gong in Cina". Il Parlamento ha anche adottato una mozione che esorta Pechino a concedere maggiore autonomia al Tibet.

#### Altri Paesi
Progetti di legge simili contro il turismo dei trapianti sono stati proposti nell'Assemblea nazionale francese (2010) e al Parlamento canadese (2007, 2013). Il Governo del Canada ha inoltre sollevato la questione del prelievo di organi da praticanti del Falun Gong alle Nazioni Unite nel 2014 durante il processo di revisione periodica universale.